# Тунель кохання
Туне́ль Коха́ння — популярний туристичний об'єкт, розташований біля селища Клевань, що у Рівненському районі Рівненської області. Не має аналогів у Європі та світі (до 2017 року, коли був відкритий подібний тунель в Китаї).

## Розташування

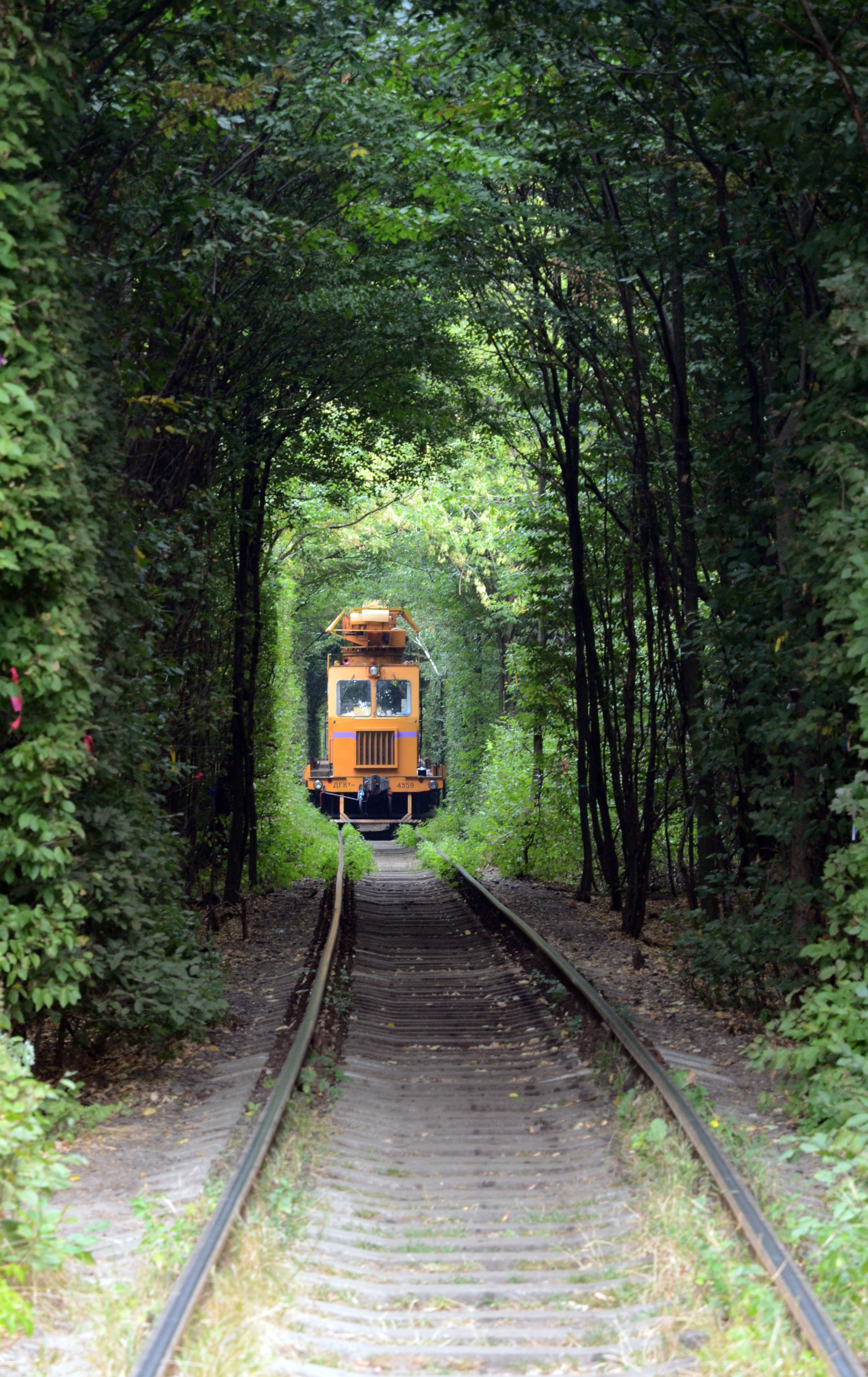
Мотовоз ДГКу в тунелі

Тунель Кохання розташований на відрізку (близько 4 км) залізничної колії, яка веде від селища Клевань до селища Оржів. 
Це — зелений тунель у лісовому масиві, утворений через рух маневрових поїздів до/від деревообробного заводу в Оржеві. На своєму шляху через ліс локомотив з вагонами збиває гілки дерев, кущів. Внаслідок цього утворився щільний коридор точної арочної форми. Тож це — не є дивом природи, а наслідком техногенного впливу поїзда
Завдяки вдалому маркетингу, тунель є місцем паломництва туристів та закоханих. Є ряд повір'їв щодо тунелю та його властивостей. Дехто з молодят саджає тут квіти, які символізують їхні почуття.

## У кінематографі
- Японський режисер Акійоші Імазакі у 2014 році зняв романтичну драму «Клевань: Тунель Кохання». Прем'єра фільму відбулася 23 листопада 2014 року на Ханойському міжнародному кінофестивалі, всеяпонська прем'єра відбулась у 2015 році. Сюжет картини безпосередньо пов'язаний з тунелем арочної форми, що отримав в народі назву "Тунель Кохання".[6]
- Короткометражний фільм «Міна».
- Згадується у фільмі "Одна літня ніч" (2019).

## Цікаві факти
20 травня 2017 року в Китаї поблизу міста Хефей було відкрито "китайський аналог" тунелю кохання.
До Тунелю навідуються туристи, а також тут організовують святкові фотосесії молодят. Є декілька любовних повір'їв, які пов'язані з цією прекрасною місцевістю. Одна з них — закохані мають поцілуватися у той час, коли тунелем проїде поїзд та неодмінно загадати бажання одне на двох.

## Аналоги в Україні
1. Подібний зелений тунель виявлено поблизу Білої Церкви, на повороті траси в бік Сквири.[8]
2. Також подібний тунель виявлено поблизу містечка Згурівка Київської області.[9]